# Baruch (imię)
Baruch,  imię męskie pochodzenia hebrajskiego (ברוך), oznaczające błogosławiony.